# Apseudes tropicalis
Apseudes tropicalis är en kräftdjursart som beskrevs av M. A. Miller 1940. Apseudes tropicalis ingår i släktet Apseudes och familjen Apseudidae. Inga underarter finns listade i Catalogue of Life.